# Vassijaure

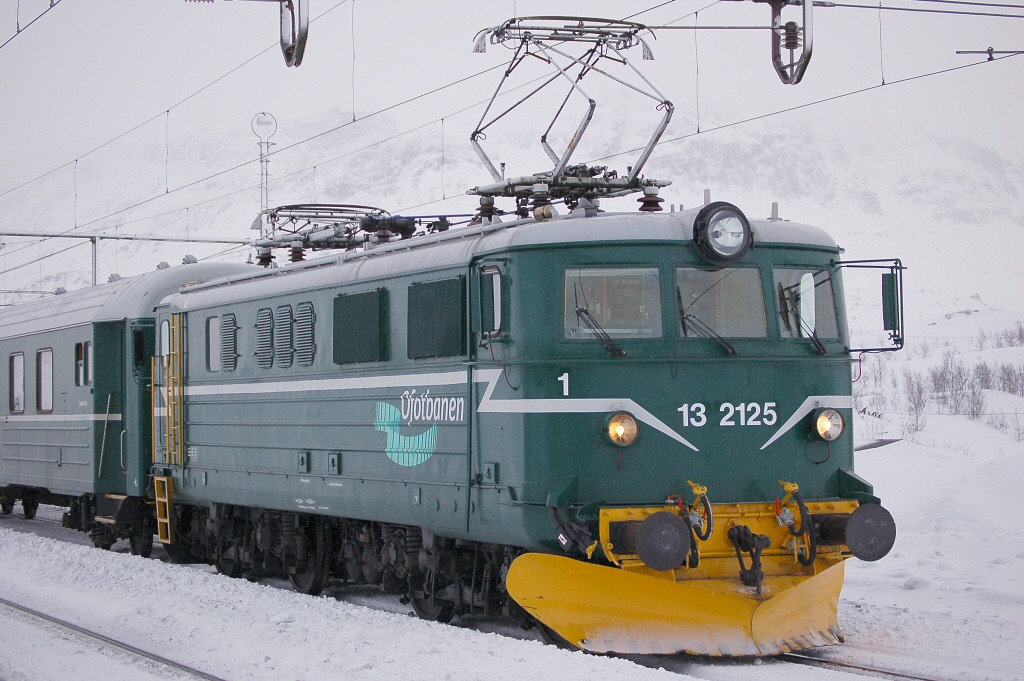
Ofotbanen El13 2125 med resandetåg har stannat i Vassijaure

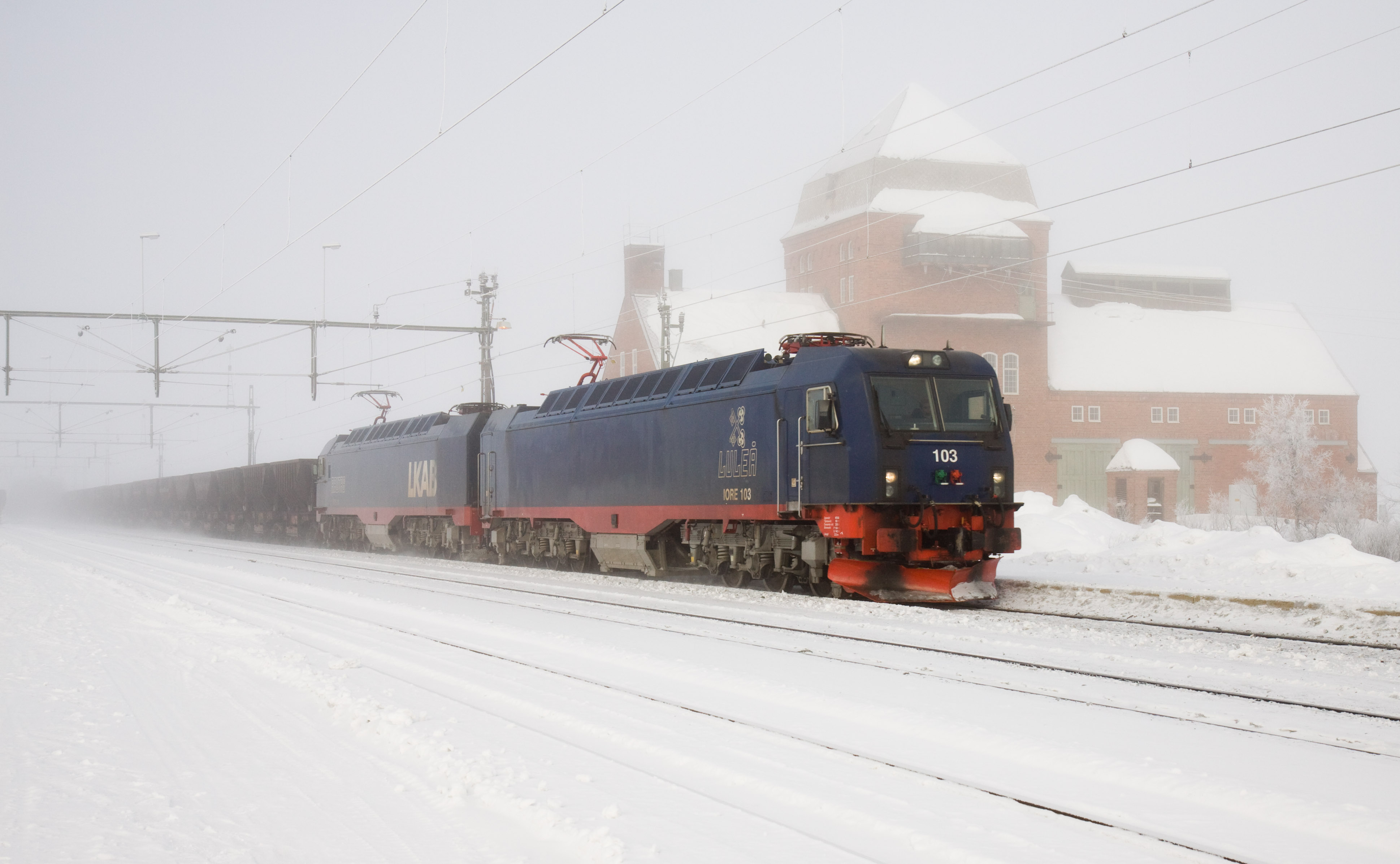
Ett malmtåg passerar Vassijaure station

Vassijaure (nordsamiska: Vássijávri) är en järnvägsstation längs Malmbanan och väg E10 i Kiruna kommun, belägen vid östra ändan av sjön Vássejávri och vid foten av fjället Vássečohkka, vars östtopp är 1 590 meter över havet. Vassijaure är Sveriges nordligaste järnvägsstation, belägen några kilometer öster om Katterjåkk. Katterjåkk kallades först för Vassijaure och benämningen Gamla Vassijaure har använts. Vassijaure naturvetenskapliga station låg egentligen i Katterjåkk, och efterträddes efter en brand 1910 av Abisko naturvetenskapliga station.

## Historik och kultur
Den 2 november 1903 möttes rallarna från Norge och Sverige i Vassijaure och Malmbanan skruvades ihop och var färdig.
Vassijaure stationshus byggdes i tegel 1913 efter Folke Zettervalls ritningar och fungerade också som transformatorstation för järnvägen. Idag är det Vassijaure banelektriska museum med koppling till Norrbottens Järnvägsmuseum. 
Under andra världskriget sköts den svenske  värnpliktige Sven Sjöberg till döds av ett tyskt sjöflygplan på Vassijaure station. Det var den enda svenska armésoldat som blev dödad av fientlig eld under det andra världskriget. En minnessten restes 2003 genom Norra militärdistriktets försorg och finns nu uppsatt på stationen till minne av denna händelse. 
Förr byttes norsk och svensk tågpersonal i Vassijaure och det fanns övernattningsmöjligheter för dem där. Ena byggnaden med mer än 10 rum och 30 sängplatser har sedan 1992 hyrts av S3 kamratförening som utgångspunkt för rörligt friluftsliv för föreningens medlemmar. Den andra byggnaden nyttjas för närvarande av Luleå tekniska universitet. En rengärda fanns i Vassijaure, där det på höstarna skedde renslakt. 
I Selma Lagerlöfs bok Nils Holgerssons underbara resa genom Sverige finns gåsen Yksi från Vassijaure. 
TV-serien Sápmi Sessions, som gått i 6 avsnitt 2011 och ytterligare avsnitt 2014 på Sveriges Television är inspelad i en arrangerad musikstudio i Vassijaure med omgivningar. I serien möts samisk-svenska och andra svenska musikartister för att göra musik tillsammans.
En urspårning på malmbanan inträffade vid Vassijaure den 17 december 2023 med omfattande skador som följd. Omkring 15 kilometer järnväg mellan stationerna Tornehamn och Vassijaure skadades. 25000 sliprar behövde bytas och tolv rälsbrott lagas. Även skadade kontaktledningar, växelkomponenter och kablar behövde bytas. Banan var i trafik igen 65 dagar senare, den 20 februari 2024. Kostnaden för staten landade på 5 miljarder kronor.

## Övrigt
En liten sjö nära stationen har renats från oljeföroreningar på bottnen med en ny teknik, frysmuddring, som befinner sig under utveckling. Vad som hävdats vara Europas klaraste sjö Rissajaure ligger 6 km från Vassijaure i sydostlig riktning i dalgången Kärkevagge.
En malmtanker byggdes 1954 med namnet Vassijaure; den upphöggs 1977.

## Förväxling
Järnvägshållplatsen Vassijaures nordsamiska namn Vássijávri kan förväxlas med dess namne, den övergivna fjällbyn Vássijávri.